# Rhipidoglossum polydactylum
Espèce
Synonymes
- Angraecopsis polydactyla (Kraenzl.) R.Rice[1]
- Crossangis polydactyla (Kraenzl.) Schltr.[1]
- Diaphananthe polydactyla (Kraenzl.) Summerh. (Kraenzl.) Summerh. (préféré par UICN)[2]
- Diaphananthe polydactyla (Kraenzl.) Summerh.[1]
- Listrostachys polydactyla Kraenzl.[1] [2]
- Rhipidoglossum polydactylum (Kraenzl.) Garay[2]

Statut de conservation UICN

 VU B2ab(iii) : Vulnérable
Rhipidoglossum polydactylum (Kraenzl.) Garay  est une espèce de plantes de la famille des orchidées et du genre Rhipidoglossum, endémique du Cameroun.